# Ru (Aitutaki)
Pour les articles homonymes, voir Ru.
Ru est dans la littérature orale polynésienne, la tradition orale d'Aitutaki (Îles Cook), l'un des ancêtres fondateurs de l'île. Souvent décrit comme le premier homme à être venu s'y installer, sa migration aurait précédé celle de Te Erui et de Ruatapu. De nombreux récits lui sont consacrés qui bien que parfois contradictoires, présentent néanmoins un certain nombre d'éléments communs et plus généralement une cohérence globale.

## Les origines de Ru
Ru serait originaire de Tupuaki. Il est probable qu'il s'agit de Tubua'i aux îles Australes, bien qu'il faille toujours  se méfier concernant la tradition polynésienne des analogies toponymiques trop évidentes. Timi Koro ajoute en effet que Tupuaki se situerait au Nord-Est d'Aitutaki, ce qui la placerait plutôt vers les îles de la Société ou les Tuamotu. Toutefois des fouilles archéologiques menées fin 2008 sur le marae de Paengaariki dans le district de Taravao confirmeraient un lien archaïque entre Tubuai et Aitutaki. 
L'île étant surpeuplée et la nourriture venant à manquer, Ru aurait décidé de construire une pirogue double pour partir à la recherche de nouvelles terres. Il baptisa la pirogue Nga-Puariki. Il proposa ensuite à ses quatre frères cadets (Tai-te-ra-iva, Tai-te-ra-varu, Veri-Tuamaro et Ru-Takina) et ses quatre épouses (Papa-kura, Kipapa-ei-tara, Te Ararau-enua, Ruiaau) de l'accompagner. Lui-même n'étant pas un chef de Tupuaki, il demanda aux ariki de l'île de pouvoir choisir 20 ou selon les versions 24 de leurs filles (Tapairu).

## La traversée et l'installation de Ru sur Aitutaki
Après une longue et difficile traversée durant laquelle Ru dut affronter tempêtes et vagues géantes, la pirogue arriva en vue d'une terre qu'il baptisa selon les versions "Utataki", "Ararau" voire parfois  "Ara'ura".  Quant au nom d'Aitutaki, il  aurait été donné plus tardivement par Te Erui.
À son arrivée, l'île aurait été inhabitée. Il installa les Tapairu (les filles de chefs embarquées sur sa pirogue), sur l'ensemble de l'île, leur déclarant qu'elles étaient "comme des nattes sur le sol, sur lesquelles les hommes des pirogues qui ne manqueraient d'arriver par la suite pourraient s'allonger". Les actuels mataiapo de l'île descendraient de ces Tapairu.

## La descendance de Ru
Si Ru eut une descendance de par ses quatre épouses, les nombreuses généalogies le concernant sont bien souvent contradictoires. Néanmoins, ce serait l'un d'eux qui quelques générations plus tard aurait accueilli ou se serait fait tuer par Te Erui dont l'un des descendants, Taruia, aurait par la suite été également chassé par l'arrivée d'une nouvelle pirogue commandée par Ruatapu. Les quatre ariki actuels d'Aitutaki seraient du reste issus de Ruatapu.
Selon la tradition d'Aitutaki, les frères de Ru nommés plus haut, auraient quant à eux construit une pirogue, appelée "Te Pito o Araura" (le nombril d'Aitutaki) avant de partir vers le sud. Ils auraient débarqué dans la région de Tauranga (Nouvelle-Zélande), avant de continuer vers l'intérieur des terres jusqu'à Rotorua. La tribu māori des Te Arawa descendrait de ces migrants originaires d'Aitutaki.